# جيريمي هوارد (ممثل)
جيريمي هوارد (بالإنجليزية: Jeremy Howard)‏ مواليد 12 يونيو 1981 في بربانك، الولايات المتحدة، هو ممثل أمريكي بدأ مسيرته الفنية سنة 1992.

## الأعمال
| السنة | العمل                           | الدور      |
| ----- | ------------------------------- | ---------- |
| 2000  | ذا درو كاري شو                  | روبرت غيتس |
| 2000  | غرينش                           |            |
| 2002  | أطلق الرصاص علي!                | تيري       |
| 2002  | رجال ذو بزات سوداء 2            |            |
| 2002  | بافي قاتلة مصاصي الدماء         |            |
| 2002  | أمسكني لو استطعت                |            |
| 2003  | مالكوم في الوسط                 | إيثان      |
| 2005  | القاضية إيمي                    |            |
| 2005  | سكرابز                          |            |
| 2005  | أنتوراج                         |            |
| 2006  | اسمي إيرل                       |            |
| 2006  | مقبول                           |            |
| 2007  | سيدني وايت                      | تيرنس      |
| 2009  | فندق للكلاب                     |            |
| 2009  | مونك                            |            |
| 2011  | اختلال ضال                      |            |
| 2014  | سلاحف النينجا                   |            |
| 2016  | سلاحف النينجا: الخروج من الظلال |            |

## روابط خارجية
- جيريمي هوارد على موقع IMDb (الإنجليزية)
- جيريمي هوارد على موقع ألو سيني (الفرنسية)
- جيريمي هوارد على موقع أول موفي (الإنجليزية)
- جيريمي هوارد على موقع قاعدة بيانات الأفلام السويدية (السويدية)
- جيريمي هوارد على موقع قاعدة بيانات الفيلم (الإنجليزية)
- جيريمي هوارد على موقع كينوبويسك (الروسية)